# Música popular
Música popular é qualquer gênero musical acessível ao público em geral. Distingue-se da música tradicional por ser escrita e comercializada como uma comodidade, sendo a evolução natural da música tradicional, que seria a música de um povo transmitida ao longo das gerações. Como o nome mesmo já diz, é a música do povo.

## Definições
Entre estudiosos em ciências humanas, foi proposto um grande número de definições a respeito da música popular. Frans Birrer (1985, pág. 104) estabelece quatro conceitos de "música popular", a saber:
1. Definição normativa: sempre a música popular é um tipo musical de qualidade inferior.
2. Definição negativa: a música popular é a música que não pode ser classificada em qualquer outro gênero.
3. Definição sociológica: a música popular é associada a um estrato específico da sociedade.
4. Definição tecnológico-econômica: a música popular é disseminada pela mídia de massa e pelo mercado.

De acordo com Middleton (2018, pág. 4), nenhuma dessas definições são cabíveis, vinculadas apenas a pontos de vista. De acordo com Hall (1978, pág. 6-7), não se pode determinar propriamente qual música fez parte da cultura das elites e qual fez parte da cultura do povo durante a história, o que tornaria vaga a própria definição de música popular. Assim, a música deve ser compreendida em um campo cultural maior (Middleton 1990, p. 11).

### A música popular como ferramenta de mercado
Muito da música popular provém de negócios disseminados com fins lucrativos. Executivos e empregados de negócios vinculados à música popular tentam selecionar e cultivar a música que teria um grande sucesso com o público, e assim maximizar os negócios da empresa. Nessa acepção, a música popular é distinta da música folclórica, criada pelo povo em geral para sua própria apreciação, e a música clássica, originalmente escrita para a igreja ou para a nobreza, e atualmente subsidiada pelos governos e universidades.
Apesar de os negócios controlarem os pilares da música popular, nem sempre os jovens aspirantes a se tornarem músicos populares são impulsionados pelo dinheiro. Em geral, eles aspiram a encontrar uma forma para sua expressão ou criatividade, ou simplesmente por diversão. Historicamente, os motivos de conflito de executivos e músicos se tornou motivo de tensão na indústria da música popular pelo mundo.

### Execução e composição de música popular por amadores
Muitas pessoas tocam música popular com seus amigos, geralmente em garagens ou em estúdios amadores. Esta atividade é uma das mais amplas formas de composição musical colaborativa nas sociedades modernas. Como música colaborativa, as "bandas de garagem" são, de certa forma, uma reabilitação da velha tradição da música folclórica, anteriormente composta e disseminada por amadores, apenas por via oral. A diferença de um para outro é que os músicos de bandas de garagem têm conhecimento da música comercial e tentam simulá-la.
Algumas músicas folclóricas de determinada sociedade muitas vezes continuam a existir em versões popularizadas, geralmente interpretadas por profissionais e disseminadas comercialmente.

## Música erudita e música popular
As diferenças entre a música popular e a música erudita é uma questão controversa. Alguns partidários da música erudita afirmam que a música erudita é arte verdadeira, enquanto a música popular seria apenas uma forma de entretenimento. Entretanto, muitas peças que constituem a música popular têm um grande nível de complexidade, enquanto muitas outras peças da música erudita são extremamente simples.
A distinção entre a música erudita e a música popular se torna obscura por certos gêneros intermediários, como a música minimalista, o jazz e a chamada música new age.

### Complexidade
De uma forma geral, existe mais complexidade na música erudita do que na música popular. Inicialmente, a música erudita é distinguida pelo forte uso do desenvolvimento e geralmente mais modulações, poucas repetições e uso de frases musicais mais diversas. Entretanto, isto não quer dizer que a música popular é sempre mais simples que a música erudita. Estilos como o jazz e o samba usam uma diversidade de ritmos mais complexa do que a média, além de terem, frequentemente, harmonia igualmente complexa.
Outra característica recorrente da música erudita é a divisão de pequenas unidades, como frases, períodos e movimentos, razão pela qual é muito mais comum existir uma peça de uma hora de duração fazendo parte do repertório erudita do que do repertório popular.

### Música erudita popularizada
Em certas ocasiões, algumas peças da música erudita adquirem popularidade, em geral por serem eventualmente divulgadas pela mídia em filmes, seriados, telenovelas e propagandas de televisão. Alguns desses exemplos: a Pequena Serenata Noturna, de Mozart, a série "As Quatro Estações", de Vivaldi, a quinta sinfonia de Beethoven e a ária "Libiamo ne'lieti calici" da ópera La traviata, de Verdi.

## A música popular  no século XX
Na virada do século XX, a música popular apresentava-se sob a forma de ópera ligeira, ou "opereta", e do entretenimento predominante nos teatros de variedades britânico e americano, que atraíam grandes e entusiásticas plateias. Cinquenta anos depois, o mundo deixava-se dominar pelo rock'n'roll. O catalisador dessa transformação surgiu quando descendentes de escravos do oeste africano introduziram nos Estados Unidos o ritmo do jazz.

### 1900-1919
O novo século começou com o auge do teatro de variedades. Em 1907, a opereta vienense atingiu seu ápice quando A Viúva Alegre de Franz Lethar estreou em Londres. Em Nova York, Florenz Ziegfeld montou o primeiro espetáculo de suas revistas, as Ziegfeld Follies. Ao mesmo tempo, surgia, nos Estados Unidos, o fenômeno do ragtime. As melodias de tempo sincopado (ragged) eram influenciadas pela tradição folclórica, espetáculos de menestréis e bandas de música. O Mapple Leaf Rag, de Scott Joplin, vendeu mais de um milhão de exemplares de partituras. Em 1911, Irving Berlin iniciava sua longa carreira, com o sucesso Alexander's Ragtime Band.

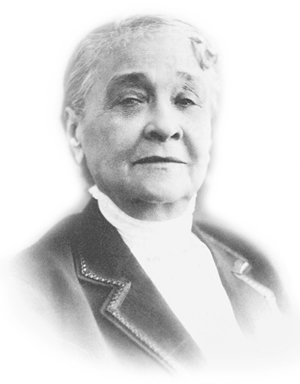
Chiquinha Gonzaga aos 78 anos.

Longe dos palcos, a música levada para os Estados Unidos por escravos africanos era entoada nos bordéis de Nova Orleans. Esse ritmo improvisado, influenciado pelo blues e pelo ragtime, ficou conhecido como jazz. Saído dos becos, o jazz rompeu fronteiras - um grupo de brancos sulistas formou a Original Dixieland Jazz Band em 1912 e contagiou o resto da cidade. Quando a zona de prostituição de Nova Orleans foi fechada em 1917, a orquestra Dixieland rumou para Nova York. Em pouco tempo, o jazz se tornou o ritmo da moda em todos os Estados Unidos e foi difundido na Europa pelas tropas americanas durante a Primeira Guerra Mundial.
No Brasil da virada do século, compositores do Rio de Janeiro começaram a tocar ritmos estrangeiros de um modo muito particular. Os instrumentos por eles utilizados conferiam às músicas um tom melancólico que deu origem ao nome desse novo estilo, o choro. A primeira música a ser assim denominada foi Apanhei-te, Cavaquinho de Ernesto Nazaré. Outra precursora do choro foi Chiquinha Gonzaga, que também fez enorme sucesso com suas marchas e modinhas, como a célebre Abre alas, considerada a primeira canção carnavalesca carioca.

### 1920-1929
A comédia musical desenvolvia-se paralelamente ao jazz. A Broadway, zona teatral de Manhattan, atingiu seu auge na década de 1920. Canções memoráveis tomaram a imaginação do público em espetáculos leves como Lady be Good (1924) - o primeiro grande musical de George Gershwin. Ele fundia música clássica, popular e jazz, e criou um novo som, tipicamente americano. No mesmo ano, o chefe de orquestra Paul Whiteman o contratou para compor sua peça musical mais famosa, Rhapsody in Blue. Em 1925, a Broadway contava com 80 teatros, e entre 1927 e 1928 estrearam 280 novas produções, incluindo Show Boat, de Jerome Kern, com trama e caracterização que estabeleciam novos padrões para a cena musical.

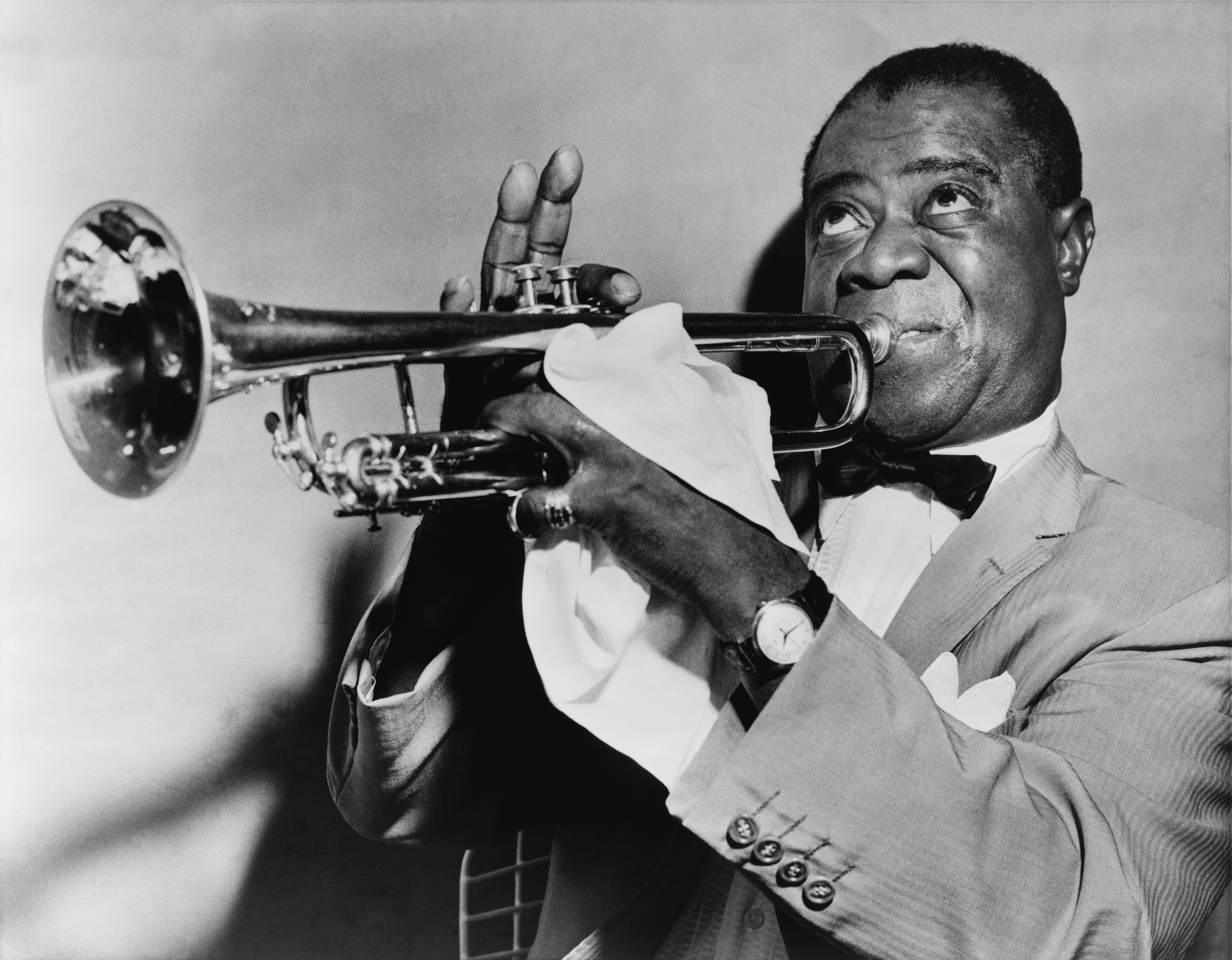
Louis Armstrong.

Nessa mesma década, o centro do jazz deslocara-se de Nova Orleans para os barzinhos clandestinos da era da Lei Seca em Chicago, onde Louis Armstrong, Bix Biederbecke e Jelly Roll Morton se tornaram os novos gigantes do gênero. A cantora Bessie Smith realizou com os maiores músicos da época, inclusive Armstrong, uma série de gravações que lhe valeram o título de "Imperatriz do Blues". Em 1927, Al Jolson estrelou o primeiro filme falado, O Cantor de Jazz, e Bix Biederbecke gravou o clássico gênero "Singin' the Blues". Os padrões de musicalidade atingiram o auge, e a década se tornou conhecida como a "era do jazz".
No Brasil, o choro havia deixado de ser somente instrumental para também ser cantado.
Influenciado pelo maxixe e pelo samba, passa a ser tocado em ritmo mais veloz e alegra; surge, então, o chorinho, ou samba-choro, estilo que se espalhou pelos salões de dança cariocas. Um dos fundadores do gênero foi o compositor Pixinguinha, que ao receber o convite para tocar na sala de espera do cinema Palais montou o conjunto Os Oito Batutas. Sucesso absoluto na acirrada concorrência da sala do Odeon, onde Ernesto Nazaré se apresentava no piano, o grupo embarcou, em 1922, para uma temporada no cabaré Scherazade, em Paris. O brilhantismo da flauta de Pixinguinha consagrou-o como o primeiro divulgador da autêntica música popular brasileira no exterior.

### 1930-1939

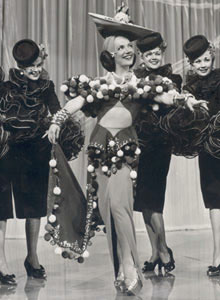
Carmen Miranda, cantora e atriz luso-brasileira

Nos Estados Unidos, os musicais invadiram a tela do cinema de Hollywood. O astro do rádio Bing Crosby mostrou sua voz alucinante em O Rei do Jazz (1930).
O fim da Lei Seca obrigou muitos músicos a trocar a vida noturna pela luz do dia. O jazz adaptou seu estilo, modelando-se à dança de salão na forma de grandes orquestras e do suingue. Os chefes de orquestra Count Basie, Duke Ellington e Paul Whiteman lideraram a mudança. Billie Holiday foi a grande diva da década com suas interpretações de músicas populares. Em 1937, Glenn Miller marcava a época das big bands.
A década de 1930 é a "era de ouro" da música brasileira. Noel Rosa transforma situações do quotidiano em poesia nos seus sambas, como em Com que Roupa eu Vou?, de 1931. Com o desenvolvimento do rádio, surgiam cantores como Francisco Alves e Orlando Silva, "o cantor das multidões", que entoavam sambas compostos por Lamartine Babo, João de Barro e Ataulfo Alves. Em 1938, Carmen Miranda canta O que é que a Baiana Tem? de Dorival Caymmi, no filme Banana da Terra, e Ary Barroso compõe Aquarela do Brasil, gravado em 1939.

### 1940-1949

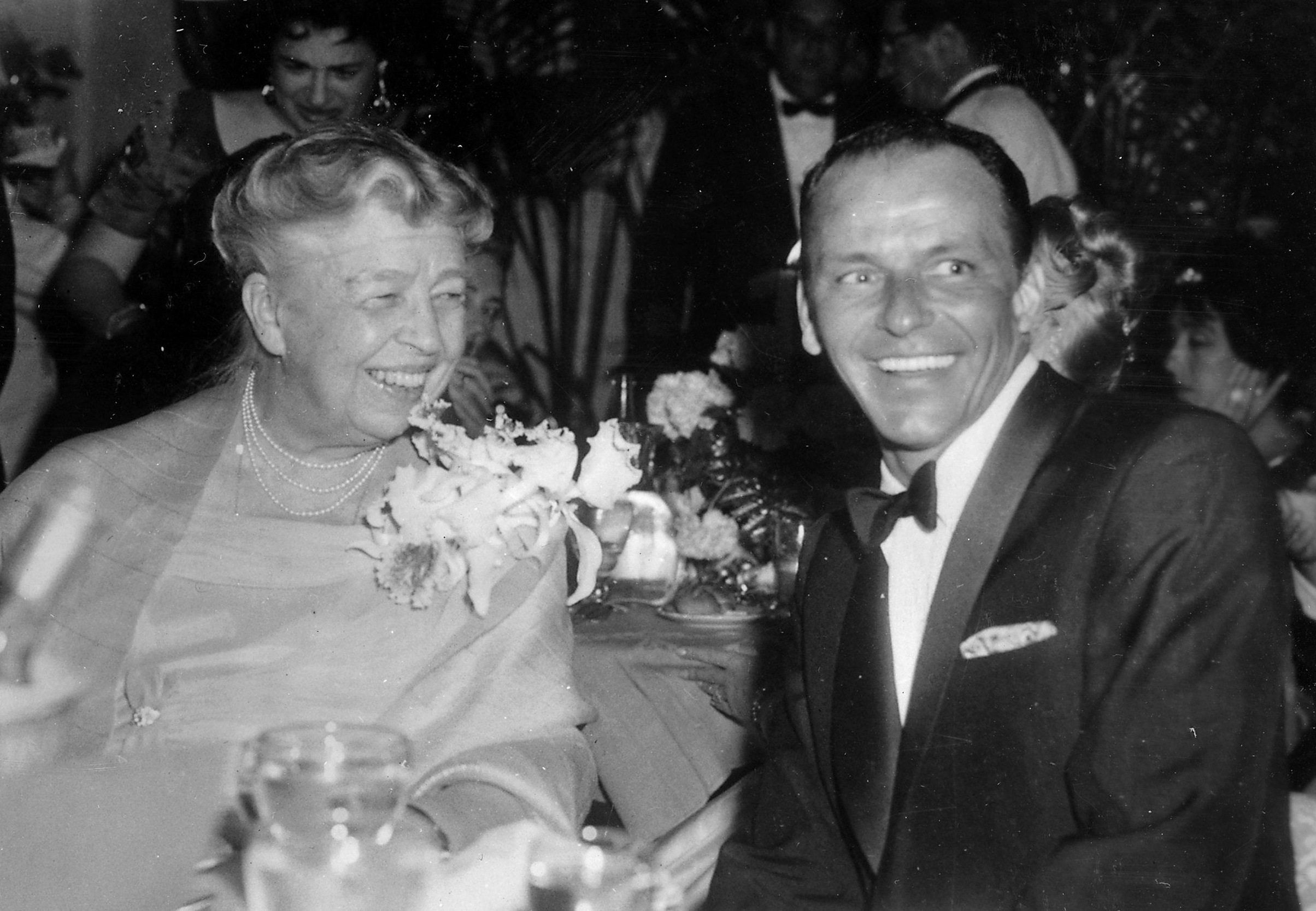
Eleanor Roosevelt e Frank Sinatra

Hollywood continuou a revelar astros americanos como Ella Fitzgerald e Frank Sinatra. Em 1942 o gênio musical de Irving Berlin produziu a canção White Christmas. A versão de Bing Crosby vendeu mais de 30 milhões de discos. Frente à suavidade do suingue, surgiu um novo estilo de jazz, o bebop, ou o "jazz quente" - uma forma experimental de ritmos e harmonias dissonantes, liderada pelo saxofonista Charlie Parker, o trompetista Dizzie Gillespie e o violinista Charlie Christian - o primeiro a usar amplificação elétrica. Ao mesmo tempo, musicais de Woody Guthrie, como This Land is Your Land, causavam uma discreta revolução na música popular americana, expressando os sentimentos do povo sobre a Grande Depressão. Suas letras iriam influenciar Bob Dylan e uma legião de cantores populares 20 anos depois.
No Brasil, difunde-se nos centros urbanos o gênero com raízes no folclore nordestino, o Baião. À música homônima ao gênero, lançada em 1946, seguiram outros sucessos de Luiz Gonzaga, como Asa Branca e Assum Preto. Em 1947, Nervos de Aço inaugurava a longa galeria dos famosos sambas-canção com temática "dor de cotovelo" de Lupicínio Rodrigues.

### 1950-1959

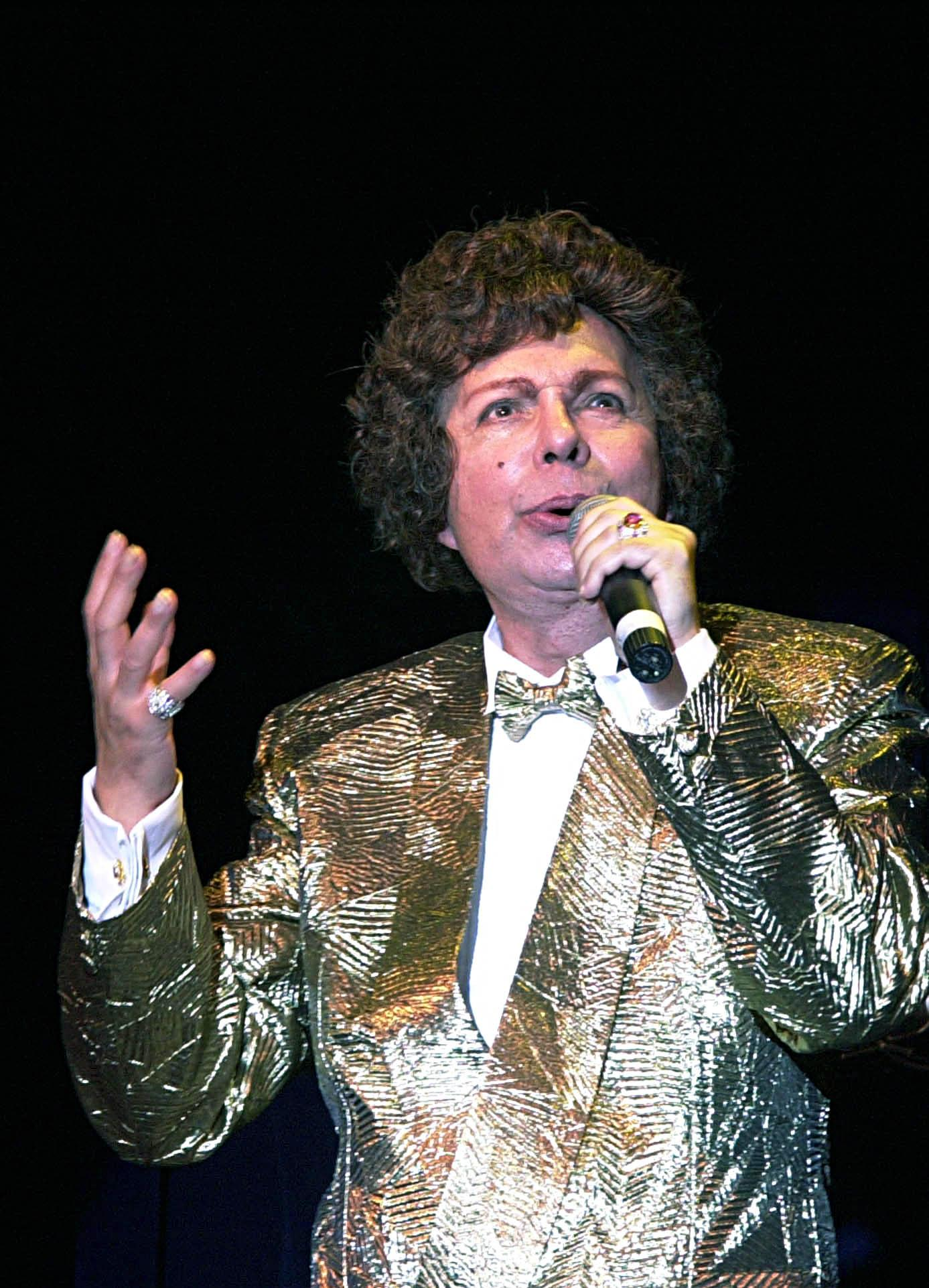
Cauby Peixoto na reabertura da Rádio Nacional

O rhythm and blues, caracterizado pelo violão de Jackie Wilson e o estilo inconfundível de B.B. King, tornou-se grande sensação nos Estados Unidos no início da década de 1950. A country music foi ficando cada vez mais comercial. Johnny Cash começou a gravar em 1955, e em 1957 Patsy Cline ganhou o concurso de talentos que lançou sua carreira.
A mistura do rhythm and blues negro com a country music branca produziu o estilo dominante das décadas seguintes — o rock and roll.  Rock Around the Clock, de Bill Haley, Tutti Frutti de Little Richard, Bo Diddley de Bo Diddley e Maybellene de Chuck Berry, venderam milhões de cópias. O rock and roll de Berry e o rhythm and blues de B.B. King tornaram-se as duas mais importantes influências na música popular da década de 1960. Em 1956, Elvis Presley lançou "Heartbreak Hotel". Com seu gingado, apoderou-se do espírito do rock'n'roll e tornou-se o artista de maior vendagem na história da música popular norte-americana. Em 1957, Jerry Lee Lewis lançou os clássicos do rock n' roll "Whole Lotta Shakin" e "Great Balls of Fire". No mesmo ano, Buddy Holly e The Crickets estabeleciam novas tendências na música popular, com o lançamento de "Peggy Sue".
O sucesso do samba-canção se mantinha nas rádios brasileiras da década de 1950, nas vozes de Dalva de Oliveira, Emilinha Borba e Cauby Peixoto. Em 1958, surge um estilo de influência jazzística que revolucionou o samba urbano, a bossa nova'. Seus principais expoentes foram Tom Jobim e João Gilberto, que rompeu com a tradição do bel canto dramático dos cantores de rádio com suas interpretações sofisticadas e intimistas acompanhadas por violão, como Chega de Saudade.

### 1960-1969

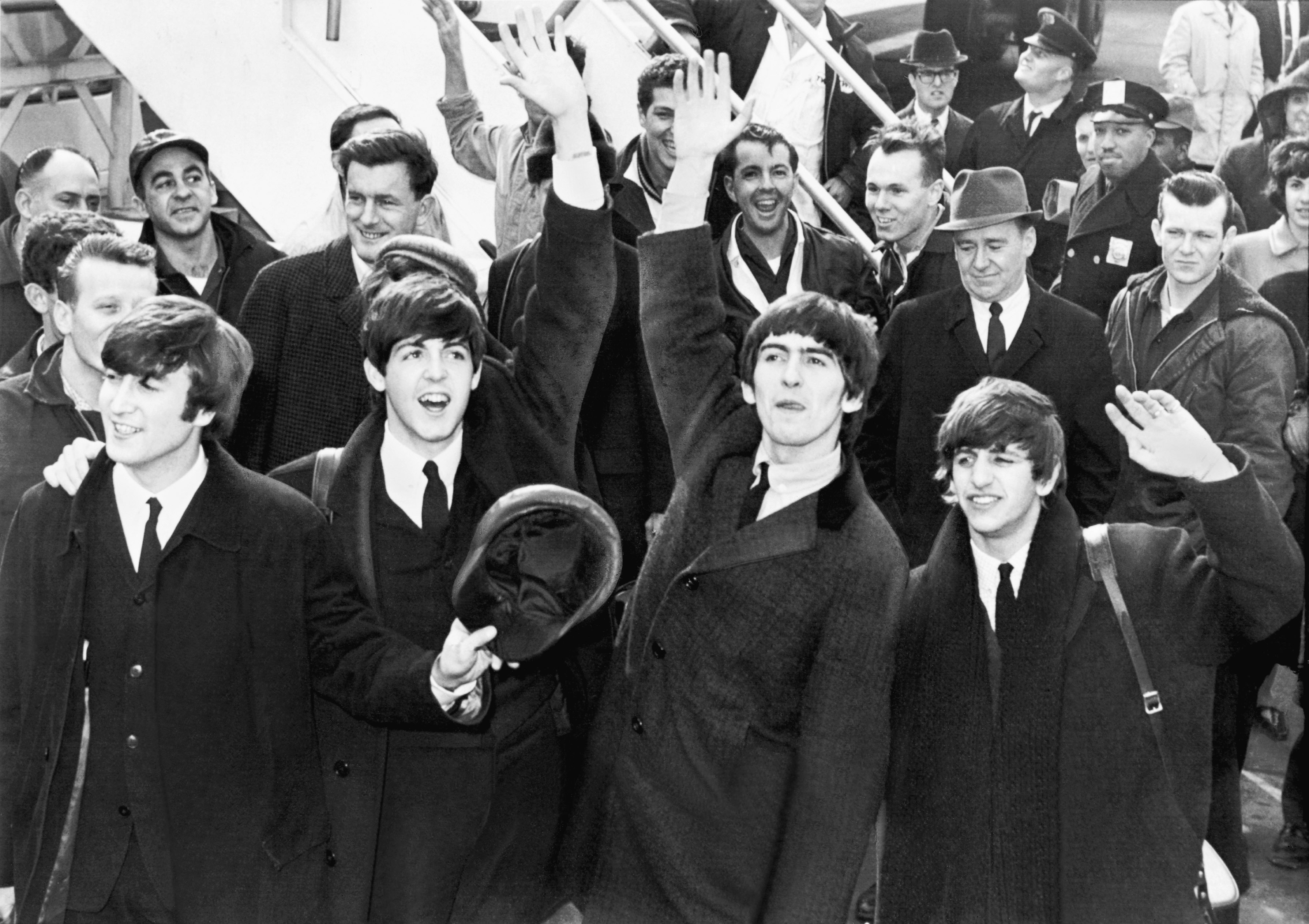
Os Beatles em 1964.

Nos Estados Unidos, o rock n' roll deu lugar a uma revivescência do folk e do puro rhythm and blues. Os cantores Bob Dylan e Joan Baez lideraram o movimento. Blowin' in the Wind, de Dylan, tornou-se um hino dos direitos civis.
Na Grã-Bretanha, os Beatles criaram um estilo próprio musical. Em 1962 o compacto Love Me Do iniciou uma carreira ininterrupta de primeiros lugares nas paradas de sucesso até 1970.
O rock continuou a se desenvolver na Grã-Bretanha com a guitarra experimental de Jimi Hendrix e a mistura de rhythm and blues e rock n'roll dos Rolling Stones. Em 1968, surgiu um estilo de rock mais pesado na música do Led Zeppelin e Black Sabbath.
No Brasil, as atuações transgressoras de Caetano Veloso, Gilberto Gil, Gal Costa e Os Mutantes marcaram o surgimento da Tropicália, no festival da Record de 1967; o primeiro lugar do festival, no entanto, coube a Ponteio, de Edu Lobo e Capinam. Longe do clima politizado dos festivais, jovens paulistas se divertiam com o rock n'roll criando a Jovem Guarda, cujos principais integrantes eram Erasmo Carlos, Wanderléia e Roberto Carlos. A década de 1960 assistiu, ainda ao retorno do samba tradicional, com as gravações das músicas de Cartola e Nelson Cavaquinho na voz de Nana Caymmi.

### 1970-1979

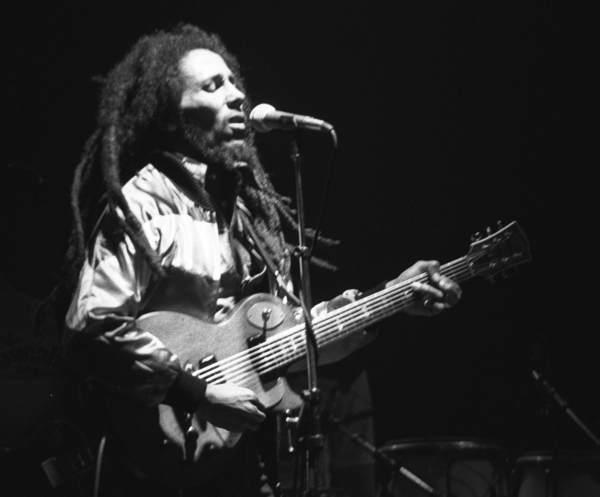
Bob Marley

O estilo de rock do Black Sabbath, ficou conhecido como heavy metal, e na década de 1970 novos grupos como Van Halen (forma em 1974) e Def Leppard (1977) adotaram o novo som. Uma mistura de rock e pop melódico resultou no glam rock de Queen, Elton John e David Bowie. Em 1976, os Sex Pistols atacavam a Grã-Bretanha com a música Anarchy in the UK, inaugurando o punk rock.
Ao contrário, a discoteca ganhou força internacional, com uma batida pop destinada à dança e com ênfase na produção de estúdio. As elaboradas harmonias vocais do grupo sueco ABBA fizeram sucesso em toda a Europa, com músicas como "Dancing Queen" (1976).
Ritmos do Caribe fundiram discoteca e soul na criação do reggae, com uma forte batida sincopada e pesada linha de baixo. O jamaicano Bob Marley popularizou o gênero no mundo todo com Get Up, Stand Up, de 1973.
No Brasil, Milton Nascimento lança o álbum Clube da Esquina em 1972; dois anos mais tarde Elis Regina atinge o ápice de sua carreira ao gravar com Tom Jobim o disco Elis & Tom, em que canta clássicos como Águas de Março. Surgem compositores voltados para a música instrumental, como Egberto Gismonti e Hermeto Paschoal. No rock, Rita Lee, separada dos Mutantes, inicia sua carreira solo, e Raul Seixas torna-se famoso com a canção Ouro de Tolo, de 1973.

### 1980-1989
O punk sobreviveu durante a década de 1980 na Grã-Bretanha e deu origem ao hardcore, rápido, distorcido e não comercial.
A new wave toma conta das rádios seja na vertente dark do The Cure ou na mais romântica de Duran Duran. As guitarras foram substituídas por sintetizadores nas músicas do Depeche Mode, o conjunto eletrônico alemão Kraftwerk ganhou nova popularidade, e direto do  Reino Unido, o grupo Tears for Fears foi um dos maiores destaques da década.
Nos Estados Unidos, os cantores tomaram a dianteira. O álbum de estreia de Madonna (Madonna, 1983) produziu hits americanos, como Holiday e Lucky Star. Dois outros vocalistas se destacaram: Prince e Michael Jackson, cujo Thriller (1982) se tornou o mais bem sucedido álbum de todos os tempos, com mais de 100 milhões de cópias vendidas até então.
Nas ruas de Nova York, surgia o rap, canto ritmado a princípio com letras de crítica social, sobre uma trilha de fundo pesada. O estilo fez surgir uma legião de subculturas pop, incluindo o hip hop, que tirava seu efeito percussivo do ato de "scratching" (rodar com a mão) discos de vinil e "sampling" (extrair) frases musicais para criar trilhas novas. O estilo foi representado por alguns dos pioneiros, por exemplo Grandmaster Flash and the Furious Five, Run–D.M.C e N.W.A.
Na década de 1980, o Hard Rock e o Heavy Metal dominavam a MTV e as rádios Norte-Americanas e Europeias, com nomes como Iron Maiden, Twisted Sister, Motley Crue, Accept, Judas Priest, Van Halen, Guns N' Roses, Def Leppard, W.A.S.P., Kiss etc. Foi na década de 1980 que surgiram estilos mais pesados dentro do Heavy Metal como o Thrash Metal, Death Metal, Black Metal e o Doom Metal, com nomes como Mercyful Fate, Venom, Slayer, Celtic Frost, Destruction, Anthrax, Metallica, Megadeth, Sepultura, Candlemass, Trouble, Nuclear Assault, Testament, Overkill, Death etc.
O sampling digital, com o uso da informática, abriu novos caminhos para a música dançante, como os estilos house e garage.
No Brasil, o rock, o punk e a new wave tiveram alta receptividade entre os jovens dos centros urbanos, e as rádios foram invadidas por músicas inglesas e norte-americanas. Em pouco tempo, surgiram diversas bandas de rock nacional, algumas das quais se mantiveram nas paradas ainda na década seguinte, tais como Titãs, Legião Urbana e Paralamas do Sucesso. Outro expoente do rock brasileiro da década de 1980 foi Cazuza, cujas músicas traziam letras poéticas e de crítica social, como no álbum Ideologia, de 1988.

### 1990-1999
No início da década de 1990, em Seattle, da mistura do heavy e do punk rock surgiu o grunge - rock com matizes melódicos. Teve como principal expoente o Nirvana, cujo álbum Nevermind (1991) popularizou mundialmente o grunge. Os anos 1990 também marcaram a estreia internacional de Alanis Morissette. O álbum Jagged Little Pill se tornou o álbum de estreia mais vendido da história. Ex-backing vocal de Michael Jackson, a cantora Sheryl Crow também estreia em 1993 emplacando nas rádios americanas com o sucesso All I Wanna Do. Na Grã-Bretanha, surgiu o típico som do Britpop. Os grupos Oasis, influenciado pelos Beatles, e Blur - influenciado por conjuntos britânicos como Madness e The Kinks - disputavam o sucesso.
Durante os anos 1990, tivemos diversas 'Divas do Pop', mas nenhuma foi tão emblemática quanto Mariah Carey. A 'Diva' teve pontos autos na carreira durante os anos 1990, começando pelo seu início na música com o disco autotitulado Mariah Carey, que teve como primeiro single, o hit mundial Vision of Love. Sua consagração foi com o disco Music Box, e com a canção One Sweet Day, do elogiado Daydream, que até hoje mantém o título de canção que ficou mais tempo em primeiro lugar na Billboard (16 semanas) e que mostrou o começo da transição para o cenário R&B/Hip Hop que completou-se com o aclamado Butterfly. Ela ganhou troféus de 'Artista do Milênio' e 'Artista Feminina que mais vendeu nos anos 1990 no Estados Unidos'.
A música dançante e o rap continuaram a gerar novos estilos. No fim da década de 1980, o som minimalista eletrônico do techno, nascido em Detroit, alcançou a Europa. Ali, revigorado por batidas e linhas de baixo mais fortes, evoluiu para o jungle. O rap evoluiu para o ragga - rap no dialeto jamaicano.
Nas listas de mais vendidos da música pop, destacam-se os vocalistas solo e conjuntos de adolescentes. Em 1997, a cantora canadense Celine Dion alcançou fama internacional com a canção My Heart Will Go On, música tema do filme Titanic.
No Brasil, a década de 1990 viu o estrondoso sucesso comercial de grupos de pagode romântico, duplas sertanejas, de forte influência da country music norte-americana, da axé music, do samba-reggae e do pagode romântico. No início da década o Mangue Beat fundiu ritmos brasileiros com a embolada, o maracatu e o forró - com os estilos como o rock, rap e música eletrônica. Deflagrado no Recife, foi amplamente difundido por artistas como Chico Science & Nação Zumbi.
No final da década de 1990, a imprensa britânica condecorou a cantora, atriz e apresentadora Cher com o título de "Goddess of Pop" (em inglês, Deusa do Pop), por sua grande influência em todos os ramos da cultura pop (música, cinema, TV e teatro) e legado musical. Com o álbum Believe (1998), Cher trouxe o retorno o gênero dance, alcançando o primeiro lugar em 23 países simultaneamente. O efeito de distorção no vocal da música, criado pela própria cantora e batizado de Cher Effect, foi bastante popularizado na música popular contemporânea da década de 2000. Cher é a única artista solo de todos os tempos a conseguir um número um nos charts da revista Billboard nas décadas de 1960, 1970, 1980, 1990, 2000 e 2010.
A década de 1990 também foi marcado pelas boy bands, como Hanson, Backstreet Boys e 'N Sync e pelas girl groups, como Spice Girls, Sugababes e Destiny's Child. As Spice Girls e os Backstreet Boys foram os grupos teens que mais atingiram os bons resultados e posições marcantes da história da Billboard na década de 1990. Também surgiram as artistas da Disney como Britney Spears e Christina Aguilera.